# Arminda
Arminda es una localidad de la provincia de Santa Fe en Argentina, que se encuentra en el departamento Rosario.
Nació en torno a una estación ferroviaria inaugurada en 1910. Ese mismo año, Liberato Aguirre fundó la localidad. Está situada sobre la R.P. 14. En la región se siembra maíz, trigo, girasol y legumbres y se cría ganado. Existe una casa de cultura-biblioteca popular.
Gobierna el partido político Unión Vecinal de Arminda desde el año 1997, luego de un particular acuerdo de alternancia entre UCR, PJ y PDP entre 1989 y 1997. 
Los presidentes de Comisión Comunal desde 1983 a la fecha fueron los siguientes:
Rolandelli Raúl (PJ) 1983-1985,
Pigliapoco Hugo (PJ) 1985,
Di Sciascio Oscar R (UCR) 1985-1989,
Zampa Juan P (Aza P. Arm) 1989-1991,
Manccini José (PJ) 1991 - 1993,
Piermattei Francisco (PDP)1993-1995,
Di Sciascio Oscar R (UCR) 1995-1997,
Pigliapoco Hugo (Unión V. Arminda) 1997-1999,
Selak Pablo M.H. (U.V.A.) 1999-2001,
Corsalini Julio ( U.V.A.) 2001-2003,
Zampa Juan C. (U.V.A.) 2003 - 2005,
Calcabrini Silvina(U.V.A.) 2005,
Di Sciascio Diego R.(UVA) 2005-2007,
Calcabrini Fabián (UVA) 2007-2009,
Di Sciascio Oscar R.(UVA) 2009-2011,
Pelagagge Juan M. (UVA) 2011 - 2013,
D'Alessandro Angelo (UVA) 2013-2015,
Meo Alberto J. (UVA) 2015-2017,
Di Sciascio Diego R. (UVA) 2017-2019.

## Geografía

### Población
Cuenta con 315 habitantes (Indec, 2010), lo que representa un descenso frente a los 359 habitantes (Indec, 2001) del censo anterior.
| Gráfica de evolución demográfica de Arminda entre 1991 y 2010 |
|                                                               |
| Fuente: Censos nacionales del INDEC                           |

### Clima
Su clima es húmedo y templado en la mayor parte del año. Se lo clasifica como clima templado pampeano, es decir que las cuatro estaciones están medianamente definidas.
Hay una temporada calurosa desde octubre a abril (de 18 °C a 36 °C) y una fría entre principios de junio  y la primera mitad de agosto (con mínimas en promedio de 5 °C y máximas promedio de 16 °C), oscilando las temperaturas promedio anuales entre los 10 °C (mínima), y los 23 °C (máxima). Llueve más en verano que en invierno, con un volumen de precipitaciones total de entre 800 y 1300 mm al año (según el hemiciclo climático: húmedo "1870 a 1920" y "1973 a 2020"; seco "1920" a 1973").
Casi no existen (de baja frecuencia) fenómenos climáticos extremos en Arminda: vientos extremos, nieve, hidrometeoros severos. La nieve es un fenómeno excepcional; la última nevada fue en 2007, la penúltima en 1973; y la antepenúltima en 1918. El 9 de julio de 2007, nevó en la localidad. 
Un riesgo factible son los tornados y tormentas severas, con un pico de frecuencia entre octubre y abril. El 11 de noviembre de 2003 la localidad se vio afectada por un tornado que causó inmensos daños materiales, no habiendo que lamentar víctimas fatales. Estos fenómenos se generan por los encuentros de una masa húmeda y cálida del norte del país y una fría y seca del sector sur argentino.
Humedad relativa promedio anual: 76 %

### Sismicidad
El último terremoto fue a las 3.20 UTC-3 del 5 de junio de 1888 (ver Terremoto del Río de la Plata en 1888). La región responde a las subfallas «del río Paraná», y «del río de la Plata», y a la falla de «Punta del Este», con sismicidad baja; y su última expresión se produjo hace 136 años, con una magnitud aproximadamente de 5,0 en la escala de Richter